# Cours John-Kennedy
Le cours John-Kennedy est une artère de Nantes (Loire-Atlantique), en France. Il est aménagé, dans les années 1930 et 1940, pour une part sur l'ancien cours de l'un des bras de la Loire appelé canal Saint-Félix, et d'autre part sur d'anciennes emprises de la gare de Nantes.

## Situation et accès
Situé dans les quartiers Centre-ville et Malakoff - Saint-Donatien, le cours qui se trouve dans le prolongement du boulevard de Stalingrad débute au niveau rue Stanislas-Baudry, pour se terminer au niveau de la rue de Strasbourg, et est prolongé par le cours Franklin-Roosevelt. Sur son tracé, il est longé au nord-est par l'allée Commandant-Charcot. Au niveau de la place Duchesse-Anne débouche la rue Henri-IV. Celle-ci est prolongée par le pont de la Rotonde qui partage presque le cours en deux parties équivalentes (la circulation automobile entre ces deux segments étant cependant assurée par l'allée des Généraux-Patton-et-Wood passant sous le pont).
À l'exception de son extrémité nord-est, ouverte à la circulation automobile, le cours est un plateau piétonnier végétalisé, traversé par la ligne 1 du tramway et la ligne 4 du Busway.

## Origine du nom
Il rend honneur à l'ancien président des États-Unis John Fitzgerald Kennedy, assassiné à Dallas un mois plus tôt.

## Historique
Durant la première moitié du XIXe siècle se jetait dans le canal Saint-Félix, au niveau de l'actuelle allée Commandant-Charcot (appelé alors « quai de Richebourg »), un petit cours d'eau baptisé « étier de Mauves » qui s'écoulait en amont de la Loire, depuis Sainte-Luce-sur-Loire, en longeant notamment le boulevard de Stalingrad. L'arrivée prévue du chemin de fer dans la ville nécessita que l'on détourna l'étier par le creusement d'un canal situé environ 250 mètres plus au sud. La « gare d'Orléans », qui se trouvait alors au niveau de la rue Stanislas-Baudry fut inaugurée en 1853.
La même année, la liaison est prolongée vers l'ouest : la ligne bifurque alors vers le « quai Richebourg » et le « quai du Port-Maillard » (aujourd'hui allée du Port-Maillard) qui longe le château des ducs de Bretagne, puis poursuit son trajet en empruntant les quais de la rive droite du « bras de la Bourse ».
Les crues de la Loire faisant peser la menace d'un effondrement des quais sur lesquels se trouvent les voies, pouvant ainsi entrainer une perturbation importante du trafic ferroviaire vers le port de Saint-Nazaire et les stations balnéaires de la Côte d'Amour, constituent pour les autorités le prétexte pour entamer, en 1926, des travaux de comblement des bras nord du fleuve et de son affluent, l'Erdre. En 1937-1938, la partie située en amont de l'île Feydeau jusqu'au « pont de la Rotonde » qui permettait d'accéder à l'île Gloriette par l'est, en franchissant le canal Saint-Félix, est comblée.

Quatre ans auparavant, on terminait le tunnel Saint-Félix, canal souterrain passant sous le cours Saint-Pierre et Saint-André, entre la préfecture et le canal Saint-Félix, destiné à dévier l'Erdre de son cours naturel.

Ses travaux permettent, en 1941, de faire basculer la circulation ferroviaire au sud de l'île Feydeau, sur les terrains gagnés par le comblement du « bras de l'Hôpital », puis après la Seconde Guerre mondiale, un tunnel sera aménagé au même endroit dans l'ancien lit du fleuve, tandis que pendant la même période, les nouveaux terrains sont occupés par des baraquements destinés à abriter provisoirement les familles sinistrées par le bombardement de la guerre.
La démolition des derniers abris permet l'aménagement du cours Franklin-Roosevelt qui incorpore la partie est de l'ancien quai du Port-Maillard, la création du square Élisa-Mercœur courant long de la voie ferrée, ainsi que d'une artère parallèle à l'allée Commandant-Charcot possédant plusieurs voies de circulation. L'allée des Généraux-Patton-et-Wood permettant d'assurer une partie de trafic dans le sens est-ouest en passant sous le pont de la Rotonde (ouvrage qui reprit la dénomination de l'ancien pont qui traversait le canal Saint-Félix avant les comblements).

Il est baptisé « Cours John-Kennedy » par délibération du conseil municipal du 16 décembre 1963.
Dans les années 1970, afin de ne pas faire subir aux automobilistes voulant rejoindre le boulevard de Stalingrad, les engorgements provoqués par l'afflux d'usagers de la gare, une voie souterraine est creusée devant l'entrée nord de celle-ci. Elle est inaugurée le 28 avril 1973.
En 1985, la mise en service de la ligne 1 du tramway empruntant le même tracé que l'ancienne ligne ferroviaire, incite à la suppression des voies de circulation automobile notamment au niveau du château.

En 2006, c'est l'arrivée de la ligne 4 du Busway venant de l'avenue Carnot en direction de son terminus de la place Maréchal-Foch qui oblige à repenser le plan de circulation permettant l'accès au pont de la Rotonde par son côté nord avec la création de plusieurs ronds-points.
Le début des travaux sur le cours Franklin-Roosevelt en 2010, visant à faire de ce dernier une vaste promenade piétonne, concerne également la partie occidentale du cours John-Kennedy jusqu'au pont de la Rotonde, permettant une restructuration du square Élisa-Mercœur dont les travaux ont débuté en novembre 2012. Ceux-ci ont permis, le 19 juin 2013, de faire basculer la circulation automobile au sud du jardin le long de la voie ferrée (le cours Commandant-d'Estienne-d'Orves a subi également le même traitement), permettant ainsi l'extension de celui-ci jusqu'à la ligne de tramway passant devant le château des Ducs.

## Bâtiments remarquables et lieux de mémoire
En 2015, un miroir d'eau est achevé au niveau de la partie sud-ouest du cours, en face du château des ducs de Bretagne. Il s'étend sur 65 mètres de long et 28 mètres de large, couvre 1 300 m2, et est agrémenté entre autres par un ensemble de fontaines.